# Ptesiomyia longicornis
Ptesiomyia longicornis är en tvåvingeart som beskrevs av Kugler 1980. Ptesiomyia longicornis ingår i släktet Ptesiomyia och familjen parasitflugor.
Artens utbredningsområde är Israel. Inga underarter finns listade i Catalogue of Life.